# جورج يوحنا (ممثل مسرحي)
جورج يوحنا (بالألمانية: Georg John)‏ (و. 1879 – 1941 م) هو ممثل مسرحي، وممثل أفلام ألماني، توفي عن عمر يناهز 62 عاماً.

## وصلات خارجية
- جورج يوحنا على موقع IMDb (الإنجليزية)
- جورج يوحنا على موقع ألو سيني (الفرنسية)
- جورج يوحنا على موقع تيرنر كلاسيك موفيز (الإنجليزية)
- جورج يوحنا على موقع أول موفي (الإنجليزية)
- جورج يوحنا على موقع قاعدة بيانات الأفلام السويدية (السويدية)
- جورج يوحنا على موقع قاعدة بيانات الفيلم (الإنجليزية)
- جورج يوحنا على موقع كينوبويسك (الروسية)